# Christoph Klepsch
Johann Christoph Klepsch (* 13. Mai 1898 in Aussig, Böhmen; † 23. Oktober 1990 in Wien) war ein deutschböhmischer Unternehmer.

## Leben und Wirken
Er war der Sohn von Wilhelm Ludwig Klepsch (1869–1908) und dessen Ehefrau Maria Anna geborene Wagner (1878–1966). Nach dem Militärdienst und dem Besuch der Handelsakademie trat er als Mitinhaber in die väterliche Firma Klepsch & Söhne GmbH, Obst- und Gemüsekonservenfabrik Aussig ein, die sein Onkel Otto Klepsch leitete. Dieser bildete ihn technisch und kaufmännisch aus. Als sein Onkel 1923 starb, übernahm er die Firma. Klepsch-Konserven und Fruchtsäfte der 1820 gegründeten alteingesessenen Firma, die mehrere Niederlassungen und auch eine Kunsthonigfabrik besaß, waren damals weit verbreitet. Er vergrößerte und rationalisierte die Firma und behielt in der 1918 neu gegründeten Tschechoslowakei trotz einiger Schwierigkeiten die Position als Qualitätsfirma bei. 1930 entstand in Prödlitz der neue moderne Firmensitz.
Nach dem Münchner Abkommen 1938 und der nachfolgenden deutschen Besetzung der Grenzgebiete der Tschechoslowakei und der Bildung des Reichsgaues Sudetenland wurde er Mitglied des Beirates der Industrie- und Handelskammer für den Reichsgau Sudetenland in Reichenberg und in den Beirat der Wirtschaftsgruppe Lebensmittelindustrie in Berlin aufgenommen. Als Obmann leitete er bis 1945 die Geschäftsstelle Sudetenland der Wirtschaftsgruppe Lebensmittelindustrie in Reichenberg.
Mindestens seit Januar 1942 hatte er als Gaujägermeister außerdem die oberste Jagdbehörde im Sudetenland unter sich und war für das Jagdwesen in den Waldungen des Erzgebirges, Isergebirges, Riesengebirges, Böhmerwaldes usw. zuständig. Nach Ende des Zweiten Weltkrieges wurde er in der Tschechoslowakei enteignet, im Lager Lerchenfeld inhaftiert und 1946 vertrieben. Er ging nach Österreich, wo er in Kärnten, Steiermark und Salzburg tätig war, bevor er sich dauerhaft in Wien als geschäftsführender Gesellschafter der Firma Franz Zimmer niederließ. Bis ins hohe Alter ging er zur Jagd im In- und Ausland.
Die heutige Klepsch Group, die auf Rudolf Klepsch (1914–1996) zurückgeht, hat ebenfalls ihren Ursprung in Aussig.

## Familie
1933 heiratete Christoph Klepsch auf Schloss Neuhof bei Böhmisch Skalitz Carlotta geborene Rotter. Er starb im Alter von 92 Jahren in Wien.